# Sosna chińska
Sosna chińska (Pinus tabuliformis Carr.) – gatunek drzewa iglastego z rodziny sosnowatych (Pinaceae). Sosna chińska występuje w stanie dzikim na półkuli północnej, w Azji na obszarze zachodnich Chin i Półwyspie Koreańskim.

## Morfologia

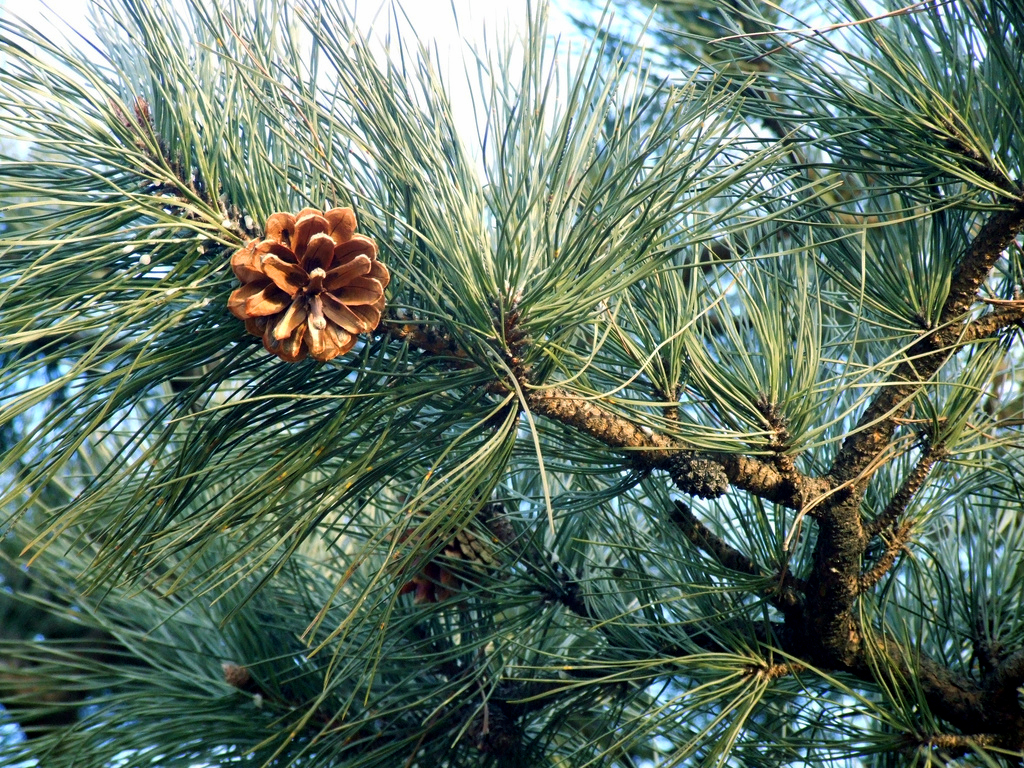
Igły i szyszka nasienna

PokrójKorona szeroka, parasolowata.
PieńOsiąga średnio 25 m wysokości. Średnica pnia do 100 cm. Kora szara o czerwonym odcieniu, łuszcząca się.
LiścieIgły zebrane w pęczki po 2 (lub 3 na szczytach młodych pędów), długości 6–15 cm, cienkie, grubości 1,5 mm, ciemnozielone lub szarozielone.
SzyszkiSzyszki męskie rozmiaru 5–9 mm. Szyszki żeńskie początkowo w kolorze fioletowym. Dojrzałe osiągają długość 2,5–9 cm i szerokość 4–9 cm, młode zielone, dojrzewając brązowieją. Łuski szerokie, zakończone wypukłą tarczką z niewielkim kolcem. Nasiona blado brązowe długości 6–7 mm, ze skrzydełkiem długości 15–20 mm.

## Biologia
Początkowo rośnie szybko, z wiekiem wzrost staje się powolny. Gatunek jednopienny. Szyszki nasienne dojrzewają po około 20 miesiącach od zapylenia. Nasiona rozsiewane są przez wiatr.
W igłach 5–9 kanałów żywicznych.

## Systematyka i zmienność
Pozycja gatunku w obrębie rodzaju Pinus:
- podrodzaj Pinus
  - sekcja Pinus
    - podsekcja Pinus
      - gatunek P. tabuliformis

Wyróżnia się dwie odmiany:
- Pinus tabuliformis var. tabuliformis (syn. P. mukdensis Nakai, P. tabuliformis var. mukdensis (Nakai) Uyeki, P. luchuensis var. shenkanensis Silba) – odmiana typowa, występuje na terenie Chin i Korei: Gansu, Hebei, Liaoning, Ningxia, Pekin, Shanxi i Shaanxi.
- Pinus tabuliformis var. henryi (Masters) Kuan (syn. P. henryi Masters, P. massoniana var. henryi (Mast.) Wu, P. massoniana var. wulingensis Qi & Lin) – Hunan, Hubei, Syczuan.[8]

Niektórzy botanicy uznają odmianę henryi za odrębny gatunek Pinus henryi, blisko spokrewniony z sosną chińską. Gatunek Pinus densata bywa traktowany jako odmiana sosny chińskiej P. tabuliformis Carr. var. densata (Masters) Rehder. Starsze źródła włączają do odmian nawet znacznie różniącą się Pinus yunnanensis.

## Zagrożenia
Roślina umieszczona w Czerwonej księdze gatunków zagrożonych w grupie gatunków niższego ryzyka (kategoria zagrożenia; LC).

## Zastosowanie
- Budownictwo – drewno wykorzystywane jest do ogólnych prac konstrukcyjnych.
- Przemysł spożywczy – żywice pozyskiwane z drewna używane są do produkcji sztucznego aromatu wanilii (vanillin).
- Roślina lecznicza
  - Z żywic pozyskuje się terpentynę i produkty pochodne stosowane przy zaburzeniach pracy nerek, pęcherza, skaleczeniach i wrzodach.
  - Kora stanowi źródło taniny.
  - Igły zawierają naturalne środki owadobójcze oraz barwniki
- Ogrodnictwo – rzadko spotykana poza terenem Chin, chętnie uprawiana w ogrodach botanicznych.